# Smooth Lee
Smooth Lee ist eine im Jahr 2000 gegründete Ska-Punk-Band aus Beerse, Belgien. Der Name beinhaltet ein Wortspiel, abgeleitet aus dem englischen Wort smoothly (deutsch reibungslos/problemlos).

## Geschichte
Nach der Gründung nahmen die zunächst acht Musiker relativ schnell ein Demo auf und spielten auf jeder Bühne, die sich finden ließ. Ein Musiklabel wurde zunächst nicht gefunden, jedoch durfte die Band Beiträge zu einigen Samplern beisteuern. 2006 veröffentlichte Übersee Records den Sampler Übersee vs. Europe, auf dem die Band ebenfalls Platz findet und im Zuge dessen ein Plattendeal zu Stande kam. Kurze Zeit später stieg Jan „Jakke“ am Alt-Saxophon aus der Band aus. Er wolle sich zukünftig anderen Dingen widmen und habe den Spaß verloren. Die nun siebenköpfige Band beschloss trotzdem, das schon lange geplante Debüt-Album „Take Me“ aufzunehmen, das am 20. April 2007 bei Übersee Records erschien.

## Stil
Die musikalischen Einflüsse liegen ganz klassisch für solch eine Band bei Vorbildern wie den The Mighty Mighty Bosstones, Rancid, den Dropkick Murphys oder Less Than Jake. Die Wurzeln sind offensichtlich erkennbar, nicht zuletzt weil die Stimmfarbe des Sängers sehr dem typischen Vocal-Sound der Mighty Mighty Bosstones ähnelt.

## Diskografie
- 2007: Take Me (Album, Übersee Records)